# Svartkobbens naturreservat
Svartkobbens naturreservat är ett naturreservat i Värmdö kommun i Stockholms län.
Området är naturskyddat sedan 1974 och är 0,8 hektar stort. Reservatet omfattar ön Svartkobben samt angränsande öar och skär. Reservatet består av klipphällar.